# أرشيبالد ك. بوكانان
أرشيبالد ك. بوكانان (بالإنجليزية: Archibald C. Buchanan)‏ هو محامي وقاضي وسياسي أمريكي، ولد في 7 يناير 1890، وتوفي في 3 مايو 1979.